# Municipio de South Knobs
El municipio de South Knobs (en inglés: South Knobs Township) es un municipio ubicado en el  condado de Yadkin en el estado estadounidense de Carolina del Norte. En el año 2010 tenía una población de 1.804 habitantes.

## Geografía
El municipio de South Knobs se encuentra ubicado en las coordenadas 36°10′15.89″N 80°49′20.63″O / 36.1710806, -80.8223972.